# Greensburg (Indiana)
Greensburg ist eine City im US-Bundesstaat Indiana. Sie beherbergt die Bezirksverwaltung (County Seat) des Decatur County.
Der Ort an der Interstate 74 liegt etwa auf halbem Weg zwischen Indianapolis und Cincinnati und ist Sitz der Honda Manufacturing of Indiana, einer Tochtergesellschaft Hondas.

## Geschichte
Greensburg wurde 1821 von Thomas Hendricks Sr. gegründet und 1822 auf Bitten seiner Ehefrau, die in Greensburg, Pennsylvania, geboren wurde, nach ihrer Geburtsstadt benannt. 1823 wurde die erste Poststation gegründet, die bis 1894 „Greensburgh“ geschrieben wurde.
In den frühen 1820er Jahren wurde in Greensburg das erste Courthouse aus Holz errichtet, welches dem Gründer Thomas Hendricks gehörte und auch privat genutzt wurde. Später wurde auf dem zentral gelegenen Platz („Square“) ein kleines Backsteingebäude erbaut, welches bis 1855 als Gerichtsgebäude fungierte. 1850 begann der Bau des heute bestehenden Decatur County Courthouse.

## Persönlichkeiten
- William Cumback (1829–1905), Politiker
- Carl Graham Fisher (1874–1939), Unternehmer
- James B. Foley (1807–1886), Politiker
- Boyd Haley (* 1940), Chemiker
- Henry F. Lawrence (1868–1950), Politiker
- Rose McConnell Long (1892–1970), Politikerin
- Gerry Martin (1915–1980), Navy-Offizier und Funkamateur
- Robert W. Miers (1848–1930), Politiker
- Roy H. Thorpe (1874–1951), Politiker